# Sierra de Portuguesa
La Sierra de Portuguesa constituye el extremo nor-oriental de los Andes venezolanos. A partir del segmento transversal del Río Boconó, el relieve andino empieza a descender, hacia la Sierra de Portuguesa que finalmente se confunde con las depresiones de El Tocuyo-Quibor-Barquisimeto.
En su conjunto, la Sierra de Portuguesa comienza con el páramo Guaramacal, cuyas cimas oscilan entre 2800 a 3100 m, prosiguiendo con el páramo Agua Fría (2.800 m) y el Páramo Los Rosarios (2.400 m).
Luego de este último páramo, los relieves de las últimas estribaciones andinas, ubicadas al sur de la Falla de Boconó, se prolongan con alargadas filas montañosas de dirección noreste, cuyas altitudes ya se encuentran por debajo de los 2000m.
Por diferentes motivos y en épocas distintas, se crearon varios parques nacionales en su geografía: Yacambú, Terepaima, Guaramacal y Guache. Estos parques a pesar de tener una corta distancia entre uno y otro, son relativamente pequeños y están aislados entre sí, desde el punto de vista de sus linderos.
El uso de la tierra predominante en los bosques de la sierra es el cultivo del café de sombra, lo que ha venido cambiando hacia café de sol y otros cultivos abiertos que promueven la pérdida de cobertura boscosa. Esto ha provocado un cambio en la cobertura vegetal que podría aislar definitivamente a estos parques nacionales, al perderse la continuidad boscosa que precariamente queda entre ellos e impidiendo que puedan cumplir con el objetivo de conservar la biodiversidad y mantener los procesos ecológicos naturales.